# Пестречинское сельское поселение
Пестречинское се́льское поселе́ние (тат. Питрәч авыл җирлеге) — муниципальное образование в Пестречинском районе Республики Татарстан.
Административный центр — село Пестрецы.

## Население
| 2010    | 2011    | 2012    | 2013  | 2014  | 2015  | 2016    |
| ------- | ------- | ------- | ----- | ----- | ----- | ------- |
| 8842    | ↗8848   | ↗9062   | ↗9324 | ↗9566 | ↗9924 | ↗10 272 |
| 2017    | 2018    | 2021    |       |       |       |         |
| ↗10 564 | ↗10 920 | ↗12 461 |       |       |       |         |

## Состав сельского поселения
| № | Населённый пункт | Тип населённого пункта | Население |
| - | ---------------- | ---------------------- | --------- |
| 1 | Козий Починок    | посёлок                |           |
| 2 | Пестрецы         | село                   | ↗11 601   |
| 3 | Уланово          | деревня                |           |
| 4 | Шихазда          | деревня                |           |

## Местное самоуправление
Глава сельского поселения — также глава района — Э.М. Дияров, руководителем исполкома сельского поселения до 11.11.2014 являлся И.М. Фахрутдинов, который был снят с должности за отсутствие высшего образования.